# Slaka
Slaka – miejscowość (tätort) w Szwecji, w regionie administracyjnym (län) Östergötland, w gminie Linköping.
Według danych Szwedzkiego Urzędu Statystycznego liczba ludności wyniosła: 593 (31 grudnia 2015), 584 (31 grudnia 2018) i 562 (31 grudnia 2019).